# Вайнсбург (округ Голмс, Огайо)
Вайнсбург (англ. Winesburg) — переписна місцевість (CDP) в США, в окрузі Голмс штату Огайо. Населення — 340 осіб (2020).

## Географія
Вайнсбург розташований за координатами 40°37′3″ пн. ш. 81°41′41″ зх. д. / 40.61750° пн. ш. 81.69472° зх. д. (40.617472, -81.694681).  За даними Бюро перепису населення США в 2010 році переписна місцевість мала площу 1,63 км², з яких 1,62 км² — суходіл та 0,01 км² — водойми.

## Демографія
Згідно з переписом 2010 року, у переписній місцевості мешкали 352 особи в 132 домогосподарствах у складі 95 родин. Густота населення становила 216 осіб/км².  Було 148 помешкань (91/км²).
Расовий склад населення:
| - 100,0 % — білих |

До двох чи більше рас належало 0,0 %. Частка іспаномовних становила 0,0 % від усіх жителів.
За віковим діапазоном населення розподілялося таким чином: 23,6 % — особи молодші 18 років, 63,3 % — особи у віці 18—64 років, 13,1 % — особи у віці 65 років та старші. Медіана віку мешканця становила 32,8 року. На 100 осіб жіночої статі у переписній місцевості припадало 91,3 чоловіків;  на 100 жінок у віці від 18 років та старших — 84,2 чоловіків також старших 18 років.
Середній дохід на одне домашнє господарство  становив 60 446 доларів США (медіана — 67 679), а середній дохід на одну сім'ю — 64 376 доларів (медіана — 68 929). 
Цивільне працевлаштоване населення становило 147 осіб. Основні галузі зайнятості: роздрібна торгівля — 27,2 %, виробництво — 22,4 %, будівництво — 11,6 %, освіта, охорона здоров'я та соціальна допомога — 10,2 %.